# فيكتور جاكوبس
فيكتور جاكوبس هو محامي وسياسي بلجيكي، ولد في 18 يناير 1838 في أنتويرب في بلجيكا، وتوفي في 20 ديسمبر 1891 في بلجيكا. حزبياً، نشط في Catholic Party (Belgium) ‏.

## مناصب
- انتخب Minister of State (Belgium) [الإنجليزية]‏.
- انتخب وزير الداخلية ‏.
- انتخب Minister of Finance of Belgium ‏.
- انتخب عضو مجلس النواب من بلجيكا.